# 全聚徳

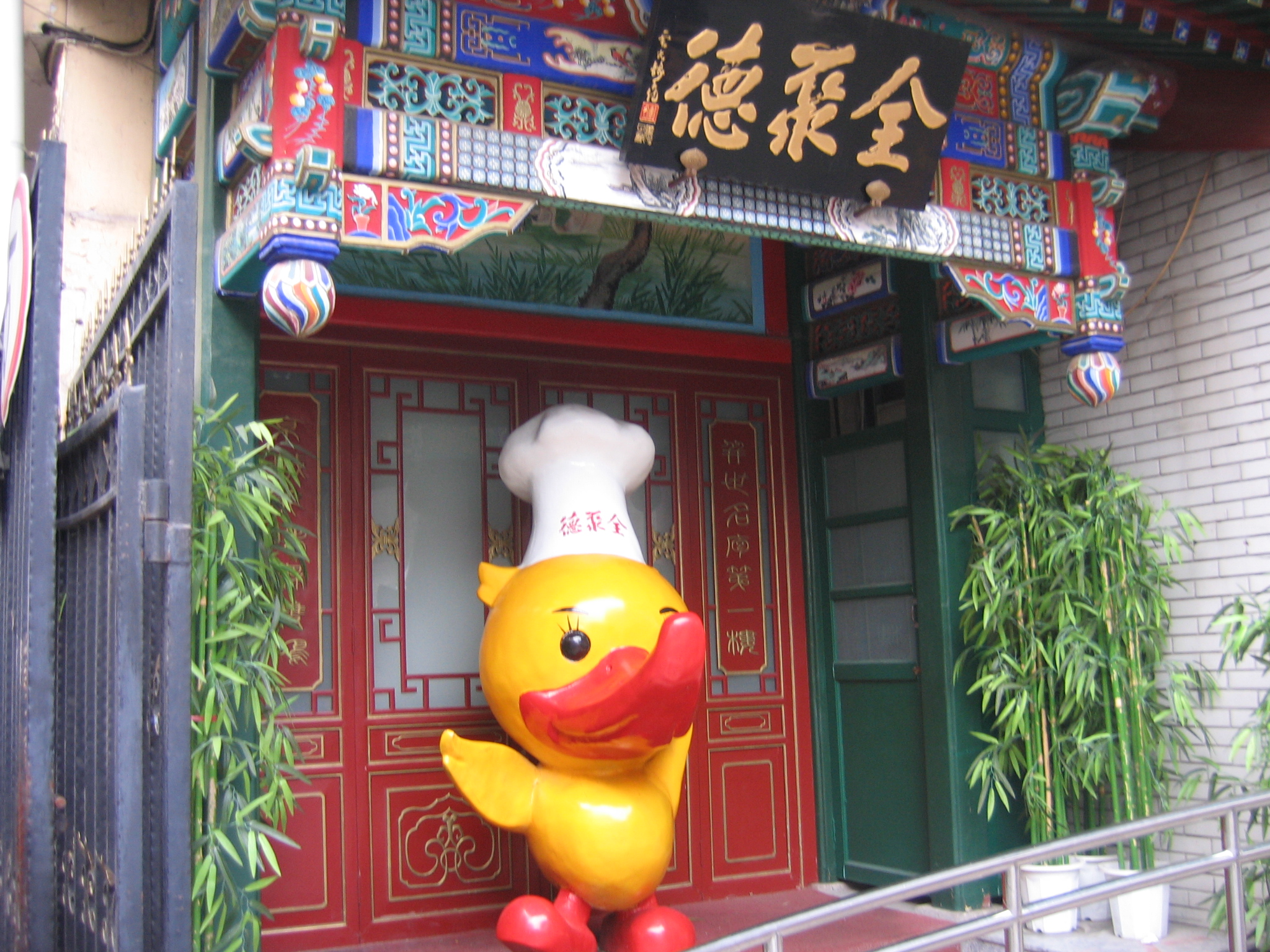
マスコットの"烤哥"(Yāgē)。北京前門本店

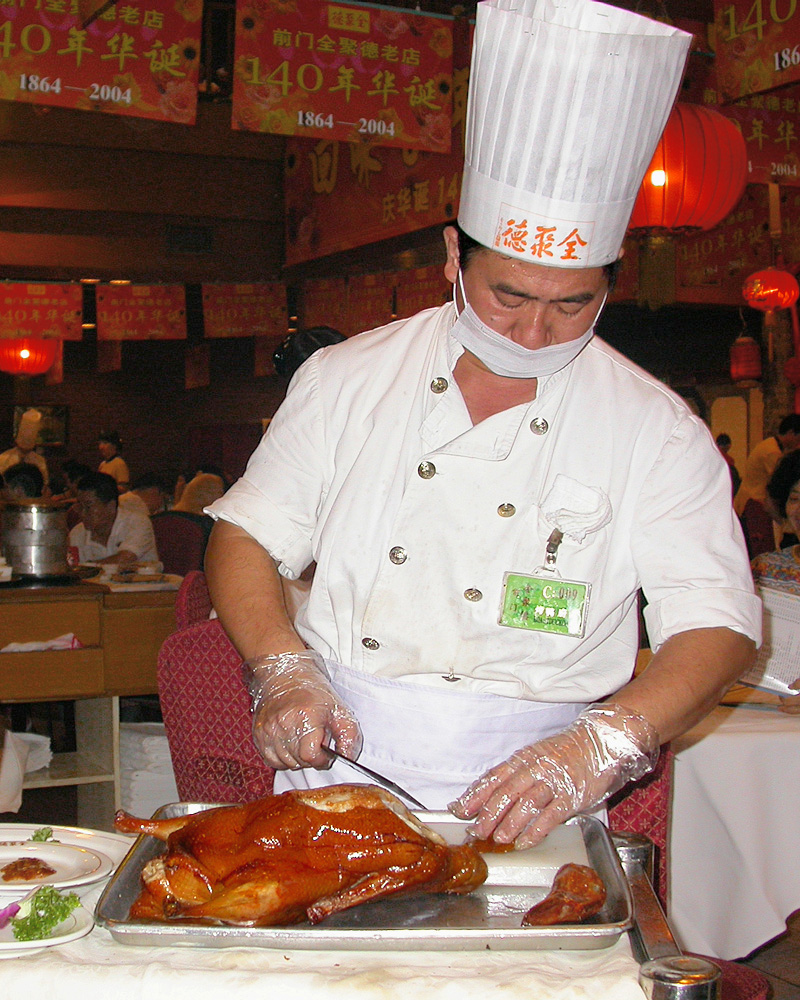
北京ダック

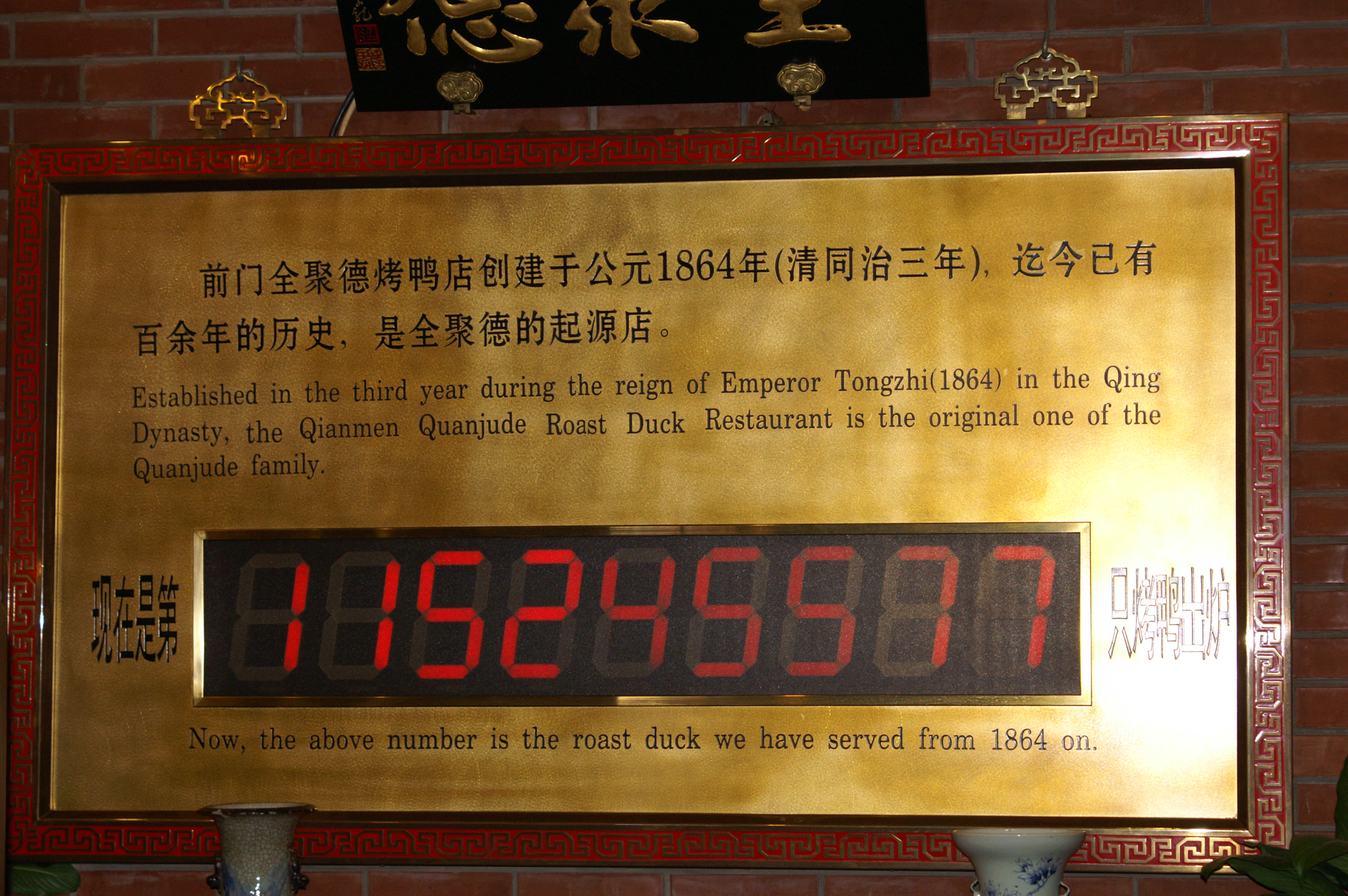
焼かれたカモの頭数のカウンター

全聚徳（ぜんしゅとく）は、中華人民共和国北京市に本店を置く北京ダックのレストランチェーン。

## 概要
北京ダックで世界的に著名なレストランで、北京では「不到長城非好漢、不吃烤鴨真遺憾（長城を見ずしては好漢に非ず、北京ダックを食さないのは遺憾の極み）」という言葉があるように、北京の本店や各支店は国内のみならず世界各国からの多くの観光客などで賑わっている。また日本をはじめとした海外にも支店網を広げている。
現在の年商は7億人民元、年間300万羽以上のアヒルを500万人に提供している。総資産は約6億人民元、無形資産は7億人民元にも達し、現在は深圳証券取引所に上場、中国馳名商標にも指定されている。

## 歴史
1864年（同治3年）に河北省冀県出身の楊寿山（1822年 - 1890年）によって創業された。創業当時は北京前門大街に出店し、楊はそれまで一般的であった「燜炉烤鴨」に代わって「掛炉烤鴨」の料理法を考案した。清国から中華民国時代にかけて繁盛し、北京ダックの名店としての地位を確立した。
中華人民共和国建国後の1952年には公私合営業となり、1960年代から1970年代に巻き起こった文化大革命中は店名が封建的であるとして「北京烤鴨店」と改名された。その後名称が戻され、和平門や王府井、後海公園、オリンピック村など北京市内を始め、上海市の浦東及び淮海路、蘇州市人民路、太原市迎沢区新建南路、重慶市江北区建新北路、広州市天河区天河北路などに分店を出している。
2008年の北京オリンピックにあわせ、前門大街は大規模な再開発が行われた。これにより全聚徳本店は2007年4月24日20時に一旦営業を休止し、再開発工事完了後に新規オープンした。現在は楊福来が支配人を務める。
さらに日本をはじめとする海外へも進出しており、2008年にはオーストラリアのメルボルンにも出店し、更に台湾高雄市への出店も計画されている。

## 特徴
全聚徳の北京ダックはアヒルの選定、飼料、食肉処理から焼き上げるまでの各段階で要求が非常に高い。生後100日未満の体重2.5kg以上のアヒルを使用している。食肉処理に際しても、アヒルの右脇下より小さな切れ込みを入れ、処理担当者が2本の指を入れて内臓を取り出した後に洗浄を行う。洗浄の後で処理担当者は口で息を吹き込み、麦藁をアヒルの尾に差込み清潔な水をアヒルの脇下より流し込んで絹糸で縫合する。
処理完了後、アヒルを鉤にかけ、窯の中で焼く。外側が焼け内側に火が通ると、皮に油が染み出してくる。こうして焼き上げられた肉はジューシーで、脂がのっていながらもしつこくない味を出すことができる。
全聚徳では果樹（ナツメ、ナシなど）の木を用いてアヒルを焼き上げる。これは果樹の木質が固く焼き上げるのに適し、また火勢も十分であるためで、焼きあがったアヒルにはやや樹木の香りが残る。焼き上げながらアヒルの表面に油を刷毛で塗る作業があるため、窯には扉が設けられていない。
食事の際には会計後に店員より記念葉書が手渡され、それには今回の食事に用いたアヒルが全聚徳で提供された何番目のアヒルであるかの数字が記されている。

## 日本における展開
日本国内では、東京都内に銀座店と新宿店、六本木店、丸ビル店の4店を構えている。販売店舗として、三越銀座店がある。また、バー「Bar 夢幻」を運営している。。

## 反日運動
2012年9月に中華人民共和国各地で起きた、いわゆる「尖閣諸島問題」反日デモで、新疆ウイグル自治区ウルムチにある同店2店舗にて、ロビーの床に敷かれた「小日本人は入るな」「小日本は出ていけ」と記された日の丸を踏みつけたり、日の丸の上で両手を挙げたりする中国人の姿が見られた。またこれらの店舗では「わが中華を愛し、国恥を忘れず、日本製品をボイコットしよう」などとして署名活動も展開している。

## 参照
- 北京ダック大解剖！「1～5」

## ギャラリー

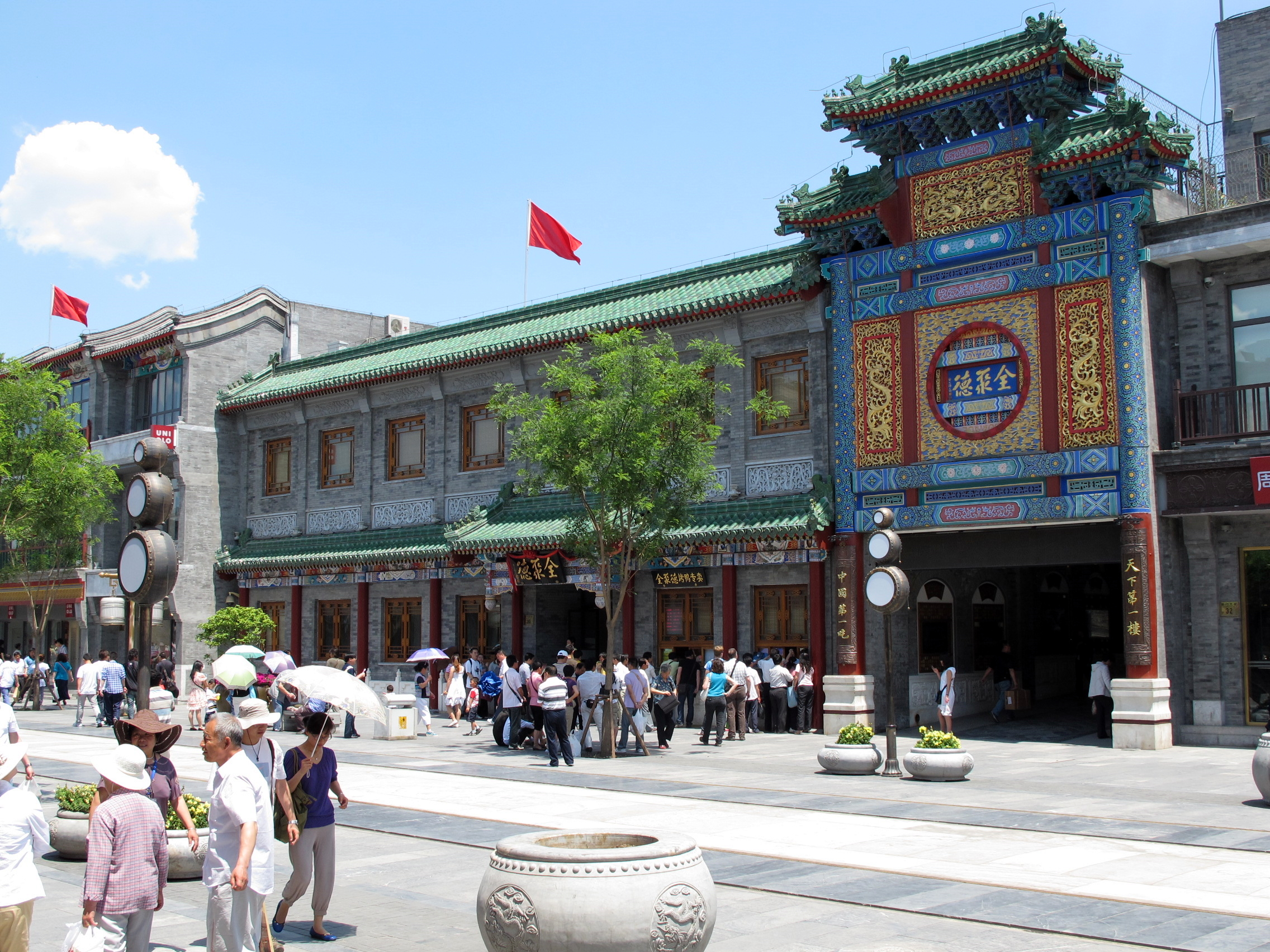
北京前門本店
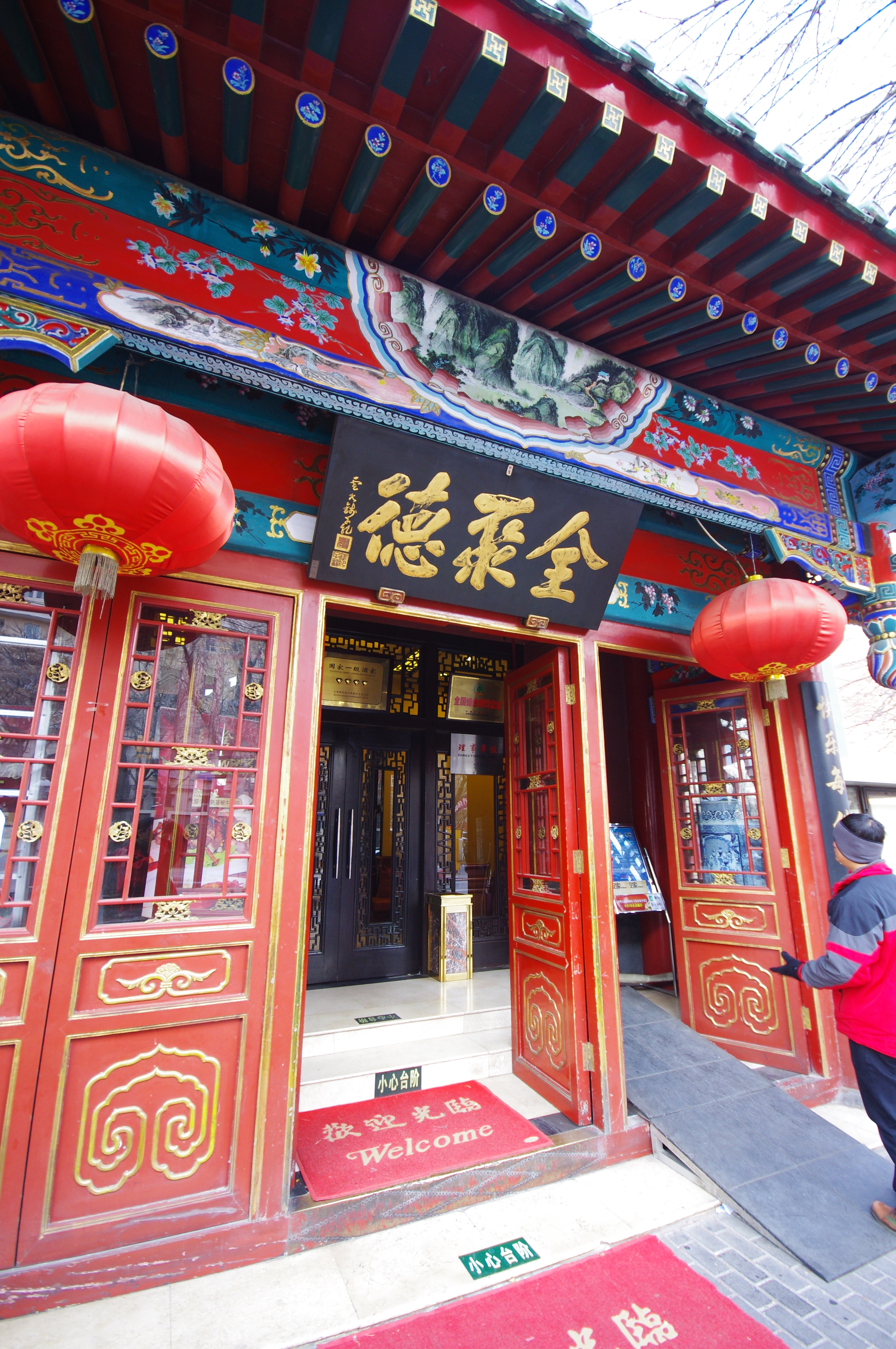
全聚徳
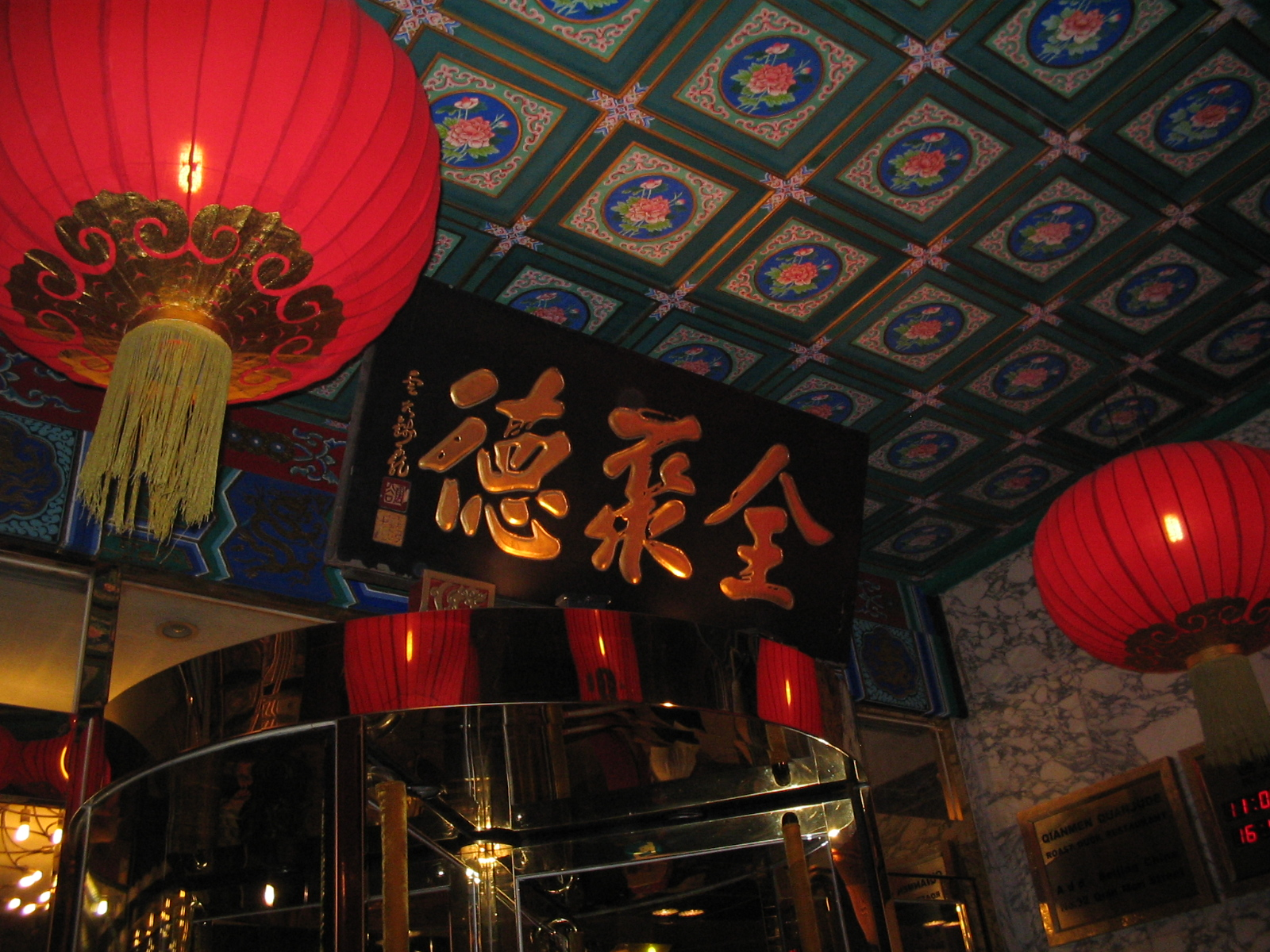
北京前門本店
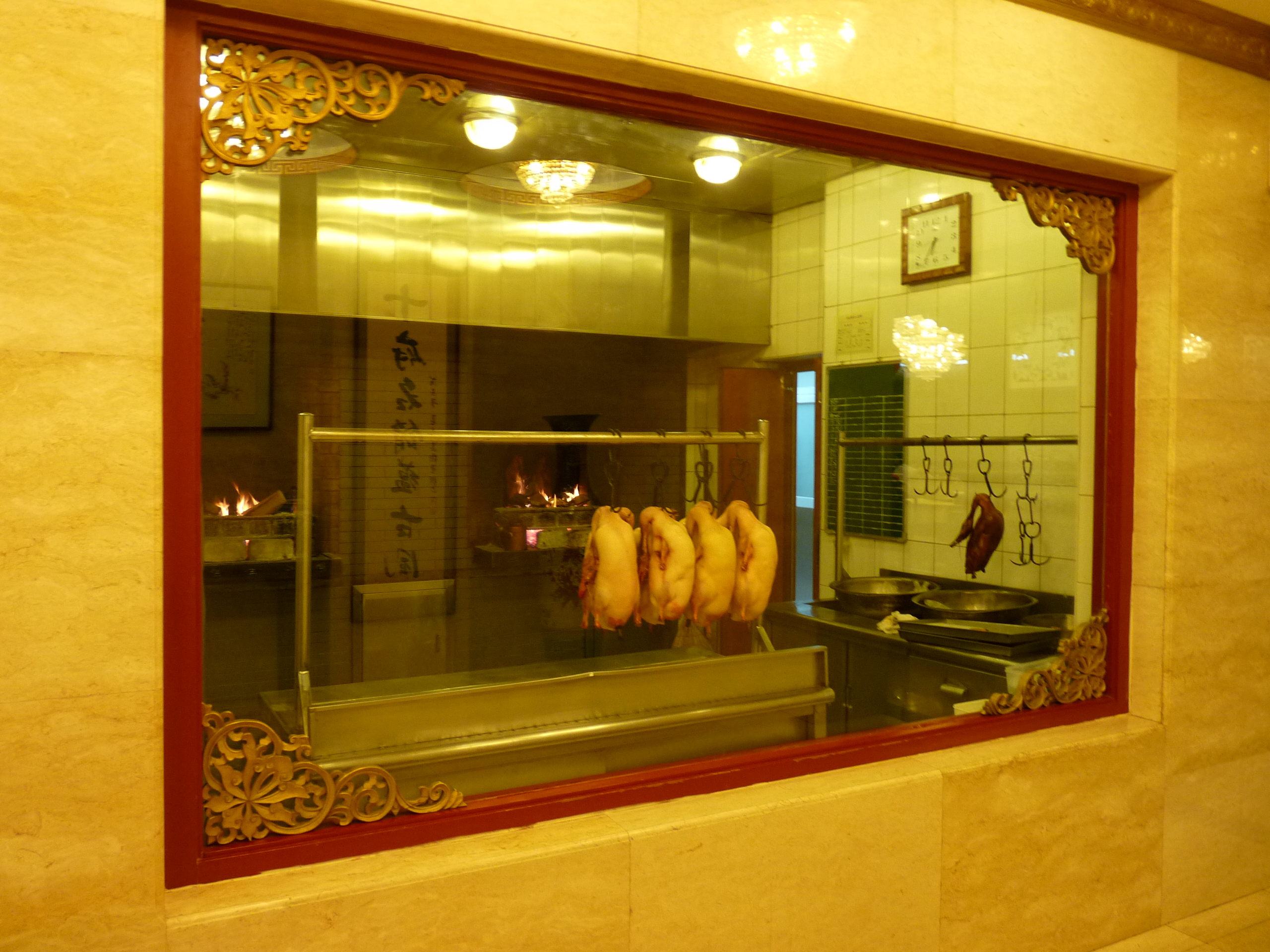
焼く前の北京ダック、王府井店
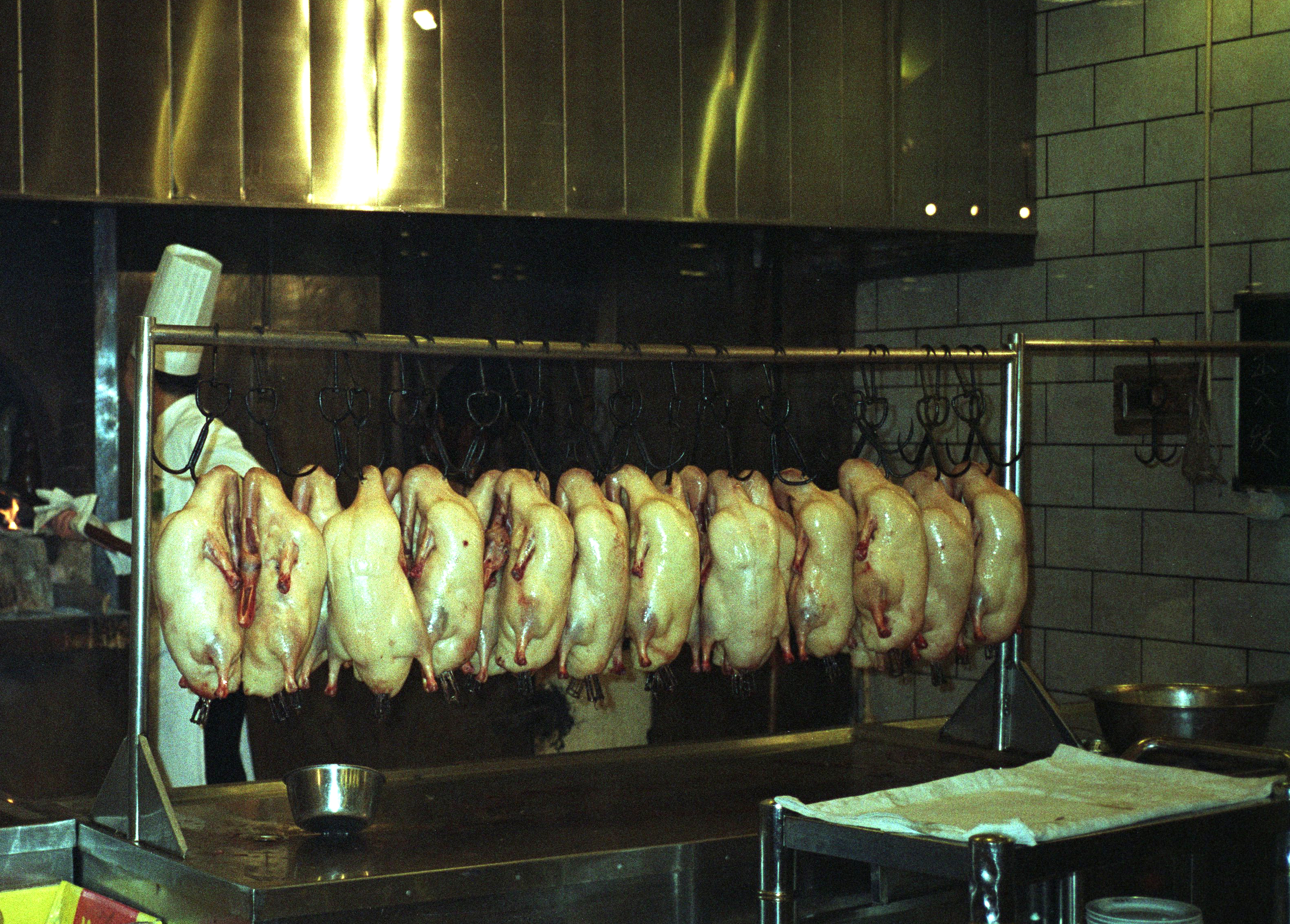
焼き途中の北京ダック
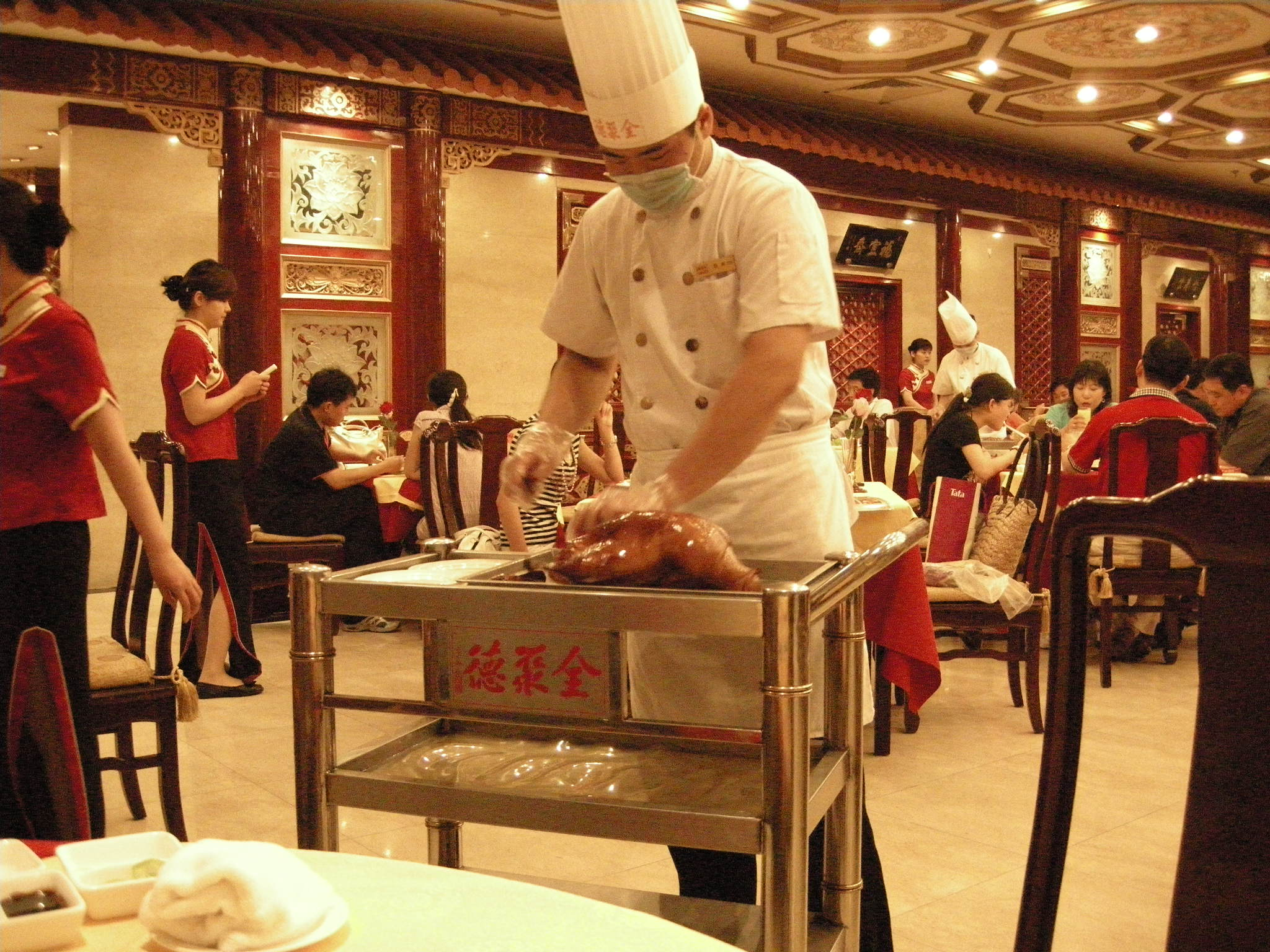
切っている最中の北京ダック、北京前門本店
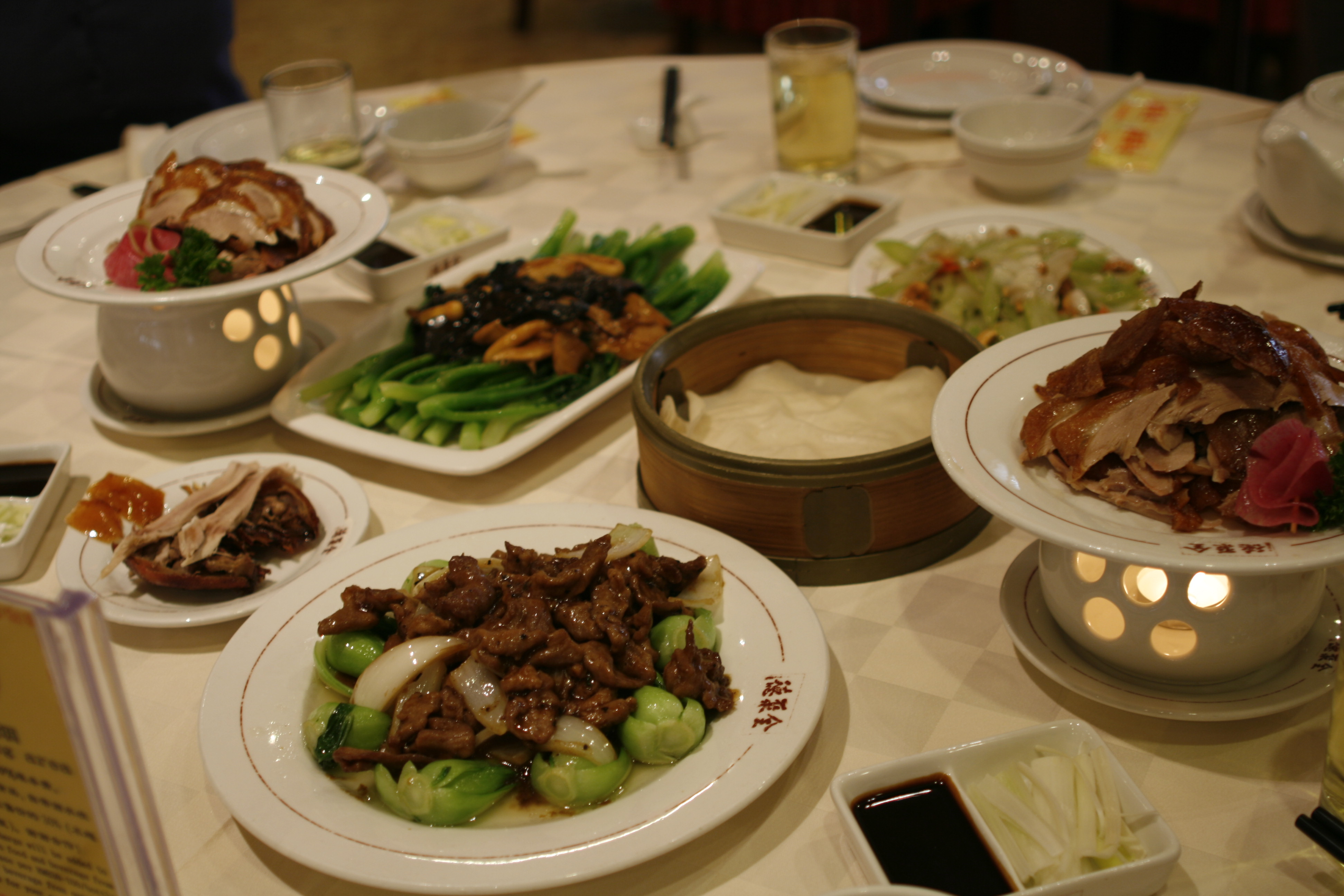
料理